# Igliauka
Igliauka is een plaats in het Litouwse district Marijampolė. De plaats telt 979 inwoners (2001).